# Ordo rosae aureae
Ordo Rosae Aureae (Abkürzung: ORA), Orden der Goldenen Rose, ist ein Verein, der die altägyptische und griechische Mysterientradition erforscht. ORA vereinigt die  pythagoreischen spirituellen Lehren, Denkansätze und Übungen mit denen der  hermetischen Überlieferung, insbesondere mit der  Neuplatonik. Darüber hinaus pflegt der Orden die altägyptische Tradition.

## Geschichte
Im Jahre 1955 wurde ORA von Martin Erler (1920–2014) in München gegründet. Dem gingen intensive Kontakte mit dem belgisch-französischen Orden L’Ordre Occultiste d’Hermès Tétramégiste (O::H::T::M::) und dessen Leiter, Émile Dantinne, voraus. Heute arbeitet der Orden in einigen Ländern Europas und in den USA.

## Arbeitsweise und Ausrichtung
Die Tätigkeit im Orden beruht auf regelmäßiger Ritualarbeit, Meditation, Exerzitien sowie auf Symbolschulung. Dabei sind antike Lehren und Praktiken den Erfordernissen heutiger Zeit angepasst. Mitglieder erhalten schriftliche Unterweisungen. Frauen und Männer arbeiten zusammen in kleinen Kapiteln. Nach einer anfänglichen Hörerstufe von etwa sechs Monaten führt der Weg über vier Grade, deren Zugang jeweils nur eine entsprechende Initiation eröffnet. Ziel der Arbeit von ORA ist die ganzheitliche Entwicklung und Entfaltung des menschlichen Seins.